# Сатурн (премія, 1994)

20-та церемонія вручення нагород премії «Сатурн» за заслуги в царині кінофантастики, зокрема в галузі наукової фантастики, фентезі та жахів за 1993 рік відбулася 20 жовтня 1994 року.

## Лауреати і номінанти
Нижче наведено повний перелік номінантів і переможців. Лауреати вказані першими та виділені жирним шрифтом.

### Фільми
| Найкращий науково-фантастичний фільм | Найкращий фентезійний фільм |
| --- | --- |
| - Парк Юрського періоду - Руйнівник - Вогонь у небі - Фортеця - Найкращий друг людини - Людина-метеорит - Робот-поліцейський 3 | - Жах перед Різдвом - Моральні цінності сімейки Адамсів - День бабака - Серце і душі - Фокус-Покус - Останній кіногерой - Новачок року |
| Премія «Сатурн» за найкращий фільм жахів | Найкращий молодий актор чи акторка |
| - Армія темряви - Темна половина - Хороший син - Важка мішень - Каліфорнія - Нагальні речі - Зникнення | - Елайджа Вуд — за роль Марка Еванса у фільмі Хороший син - Джессі Камерон-Глікенхаус — за роль Джессі Бродерік у фільмі Побиття немовлят - Мануель Колао — за роль Віто у фільмі Втеча невинного - Джозеф Маццелло — за роль Тіма Мерфі у фільмі Парк Юрського періоду - Остін О'Браєн — за роль Денні Медігана у фільмі Останній кіногерой - Крістіна Річчі — за роль Венздей Аддамс у фільмі Моральні цінності сімейки Адамсів - Аріана Річардс — за роль Алексіс Мерфі у фільмі Парк Юрського періоду                                                       |
| Найкращий актор | Найкраща акторка |
| - Роберт Дауні (молодший) — за роль Томаса Рейлі у фільмі Серце і душі - Джефф Бріджес — за роль Барні Каусінса у фільмі Зникнення - Білл Мюррей — за роль Філла Коннорса у фільмі День бабака - Роберт Патрік — за роль Майка Роджерса у фільмі Вогонь у небі - Арнольд Шварценеггер — за роль Джека Слейтера у фільмі Останній кіногерой - Крістіан Слейтер — за роль Кларенса Ворлі у фільмі Справжнє кохання - Макс фон Сюдов — за роль Лиланда Гюнта у фільмі Нагальні речі | - Енді Макдавелл — за роль Ріта Хенсон у фільмі День бабака - Патриція Аркетт — за роль Алабами Вітмен у фільмі Справжнє кохання - Лора Дерн — за роль Еллі Сеттлер у фільмі Парк Юрського періоду - Мішель Форбс — за роль Керрі Лафлін у фільмі Каліфорнія - Анжеліка Ґюстон — за роль Мортіші Аддамс у фільмі Моральні цінності сімейки Адамсів - Бетт Мідлер — за роль Вінні Сандерсон у фільмі Фокус-Покус - Еллі Шиді — за роль Лорі Таннер у фільмі Найкращий друг людини                                                                                |
| Найкращий актор другого плану | Найкраща акторка другого плану |
| - Ленс Генріксен — Важка мішень (за роль Еміля Фушона) - Джефф Голдблюм — Парк Юрського періоду (за роль Яна Малкольма) - Чарльз Гродін — Серце і душі (за роль Харрісона Вінслова) - Вейн Найт — Парк Юрського періоду (за роль Денніса Недрі) - Джон Малкович — На лінії вогню (за роль Мітча Лірі) - Том Сайзмор — Серце і душі (за роль Міло Піка) - Джей Ті Волш — Нагальні речі (за роль Денфорта «Бастера» Кітона III                                                     | - Аманда Пламмер — Нагальні речі (за роль Нетті Кобб) - Сара Джессіка Паркер — Фокус-Покус (за роль Сари Сандерсон) - Ненсі Аллен — Робот-поліцейський 3 (за роль офіцера Енн Льюіс) - Джоан К'юсак — Моральні цінності сімейки Адамсів (за роль Деббі Желлінскі) - Джулі Гарріс — Темна половина (за роль Реджі Делессепс) - Кеті Наджимі — Фокус-Покус (за роль Мері Сандерсон) - Кіра Седжвік — Серце і душі (за роль Джулії) - Елфрі Вудард — Серце і душі (за роль Пенні Вашингтон)                                                                        |
| Найкращий режисер | Найкращий сценарій |
| - Стівен Спілберг — Парк Юрського періоду - Джон МакТірнан — Останній кіногерой - Гарольд Реміс — День бабака - Джордж Ромеро — Темна половина - Генрі Селік — Жах перед Різдвом - Рон Андервуд — Серце і душі - Джон Ву — Важка мішень | - Майкл Крайтон, Девід Кепп — Парк Юрського періоду - Трейсі Тормі — Вогонь у небі - Денні Рубін, Гарольд Реміс– День бабака - Брент Меддок, С. С. Вілсон, Джордж Хенсін, Ерік Хенсін — Серце і душі - Тім Меткелф — Каліфорнія - Шейн Блек, Девід Арнотт — Останній кіногерой - Квентін Тарантіно — Справжнє кохання |
| Найкраща музика | Найкращі костюми |
| - Денні Ельфман — Жах перед Різдвом - Марк Шеймен — Моральні цінності сімейки Адамсів - Марк Ішем — Вогонь у небі - Грем Ревелл — Важка мішень - Марк Шеймен — Серце і душі - Джон Вільямс — Парк Юрського періоду - Крістофер Янг — Волоцюга | - Мері Е. Вогт — Фокус-Покус - Тіоні В. Альдрідж — Моральні цінності сімейки Адамсів - Боб Рінгвуд — Руйнівник - Дженніфер Батлер — День бабака - Сью Мур, Ерік Х. Сандберг — Парк Юрського періоду - Глорія Грешам — Останній кіногерой - Джозеф А. Порро — Супербрати Маріо |
| Найкращий грим | Найкращі спецефекти |
| - Кевін Хейні — Моральні цінності сімейки Адамсів - (K.N.B. EFX Group Inc., Alterian Inc.) — Армія темряви - Джон Вуліч, Еверетт Баррелл — Темна половина - Скрімінг Мед Джордж, Стів Джонсон (Alterian Inc.) — Потвори - Кевін Ягер, Мітчелл Дж. Коуфлін — Найкращий друг людини - Джефф Гудвін, Вінцент Дж. Густіні, Роб Бурман — Супербрати Маріо - Боб Кін — Чорнокнижник 2: Армагеддон                                                                                      | - Денніс М'юрен, Стен Вінстон, Філ Тіппетт, Майкл Лант'єрі — Парк Юрського періоду - Майкл Дж. МакАлістер, Кімберлі Нельсон — Руйнівник - (PDI, 4-Ward Productions) — Серце і душі - (Buena Vista Visual Effects, Matte World Digital, Rhythm & Hues) — Фокус-Покус - Джон Е. Салліван (Sony Pictures Imageworks [us], Boss Film Studios, Fantasy II Film Effects, Visual Concept Engineering (VCE), The Baer Animation Company Inc.) — Останній кіногерой - Аріель Веласко-Шев, Ерік Лейтон, Гордон Бейкер — Жах перед Різдвом - Річард Едлунд — Сонячна криза |

### Телебачення
| Найкращий телесеріал |
| --- |
| - Лоїс і Кларк: Нові пригоди Супермена - Пригоди Бріско Каунті-молодшого - Сімпсони - Зоряний шлях: Глибокий космос 9 - Зоряний шлях: Наступне покоління - Дикі пальми - X-Файли: секрктні матеріали |

### Відео
| Найкращий жанр відеовидання |
| --- |
| - Жива мертвечина - Швидка допомога - Той, хто біжить по лезу - Музикант - Людина кусає собаку - Томкет: Небезпечні бажання - Чорнокнижник 2: Армагеддон |

### Особливі нагороди
Нагорода імені Джорджа Пала
- Стен Вінстон[en]
- Джин Воррен[en]
- Ва Чанг[en]

Посмертна нагорода
- Альфред Гічкок

Нагорода за досягнення в кар’єрі
- Віт Бісселл[en]
- Стів Рівз

Президентська нагорода
- Стівен Спілберг

Сервісна нагорода
- Мохаммед Рустам